# Wczesne przekłady Nowego Testamentu

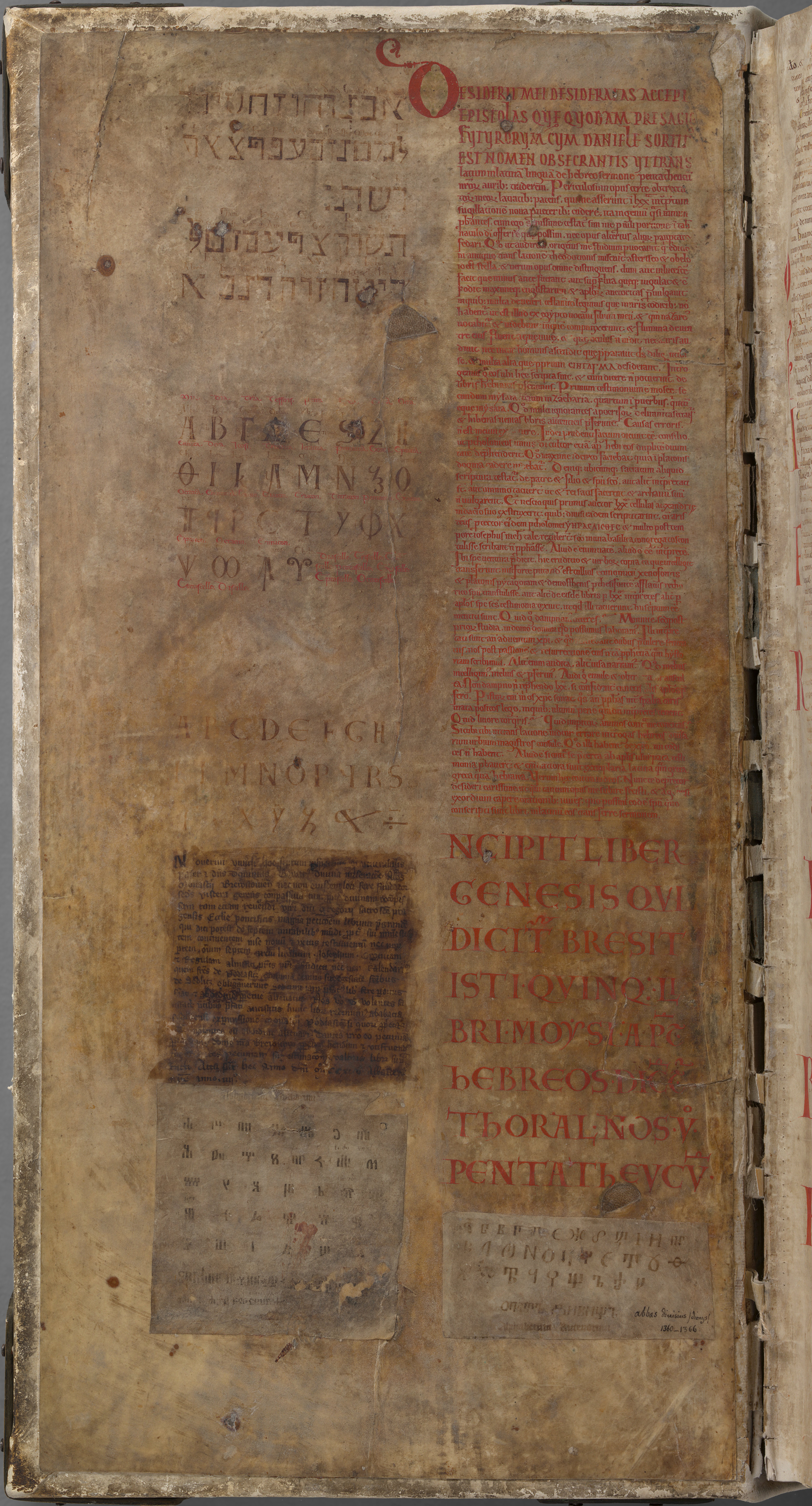
Pierwsza strona kodeksu Gigas, biblijne alfabety: hebrajski, grecki i łaciński, ponadto: etiopski i koptyjski

Wczesne przekłady Nowego Testamentu – przekłady Nowego Testamentu powstałe w I tysiącleciu. Wśród nich najwyżej cenione są przekłady starożytne. Odgrywają niemałą rolę we współczesnej krytyce tekstu Nowego Testamentu. Przekłady te dotarły do rąk badaczy również w odpisach i także ulegały zmianom, jednak dalsza historia ich tekstu była niezależna od tekstu greckiego i dlatego są pomocne w odtworzeniu tekstu greckiego. Trzy z nich – syryjski, łaciński, koptyjski – pochodzą z końca II wieku i są starsze niż zachowane pełne rękopisy greckiego tekstu Nowego Testamentu. Powstały przed pierwszymi recenzjami greckiego Nowego Testamentu i dlatego są najwyżej oceniane. Są one obowiązkowo cytowane we wszelkich krytycznych wydaniach tekstu greckiego. Przekłady powstałe po roku 300 (ormiański, gruziński, etiopski) są już uzależnione od recenzji, niemniej są też ważne i z reguły są cytowane w aparacie krytycznym. Przekład gocki i słowiański rzadko są cytowane w wydaniach krytycznych. Pomijane są te spośród przekładów I tysiąclecia, które nie zostały przełożone bezpośrednio z greckiego oryginału, lecz na podstawie innego przekładu (na podstawie Wulgaty, Peszitty i innych).
Przekłady z drugiej połowy I tysiąclecia mają mniejsze znaczenie od przekładów starożytnych dla odtworzenia pierwotnego tekstu Nowego Testamentu, ponieważ później powstały. Niemniej brane są pod uwagę, zawsze może się zdarzyć, że którąś z lekcji Pisma przekażą lepiej niż przekłady starożytne. Krytyków tekstu interesuje przede wszystkim to, którą z rodzin tekstu greckiego wspierają. Dlatego nie można ich lekceważyć przy odtwarzaniu historii tekstu Nowego Testamentu. Spośród przekładów I tysiąclecia całkowicie zaginęły przekłady na język perski i kaukasko-albański.
W 27. wydaniu greckiego Nowego Testamentu Nestle-Alanda (NA27) w aparacie krytycznym cytowane są przekłady na następujące języki: łaciński (starołacińskie i Wulgata), syryjski, dialekty koptyjskie (saidzki, bohairski, achmimicki, subachmimicki, środkowoegipskie, środkowoegipski fajumski, protobohairski), ormiański, gruziński, gocki, etiopski, staro-cerkiewno-słowiański. Pominięto przekłady na język arabski, nubijski, sogdyjski, staroangielski, staro-dolno-niemiecki, staro-wysoko-niemiecki, starofrancuski.

## Przekłady syryjskie

### Przekłady starosyryjskie
Syria odegrała wielką rolę w początkach chrześcijaństwa. W I wieku Antiochia była ważnym ośrodkiem misyjnym, w II zaś wieku pełniła rolę pomostu pomiędzy Palestyną a „zachodnim” chrześcijaństwem. Uczniów Jezusa po raz pierwszy nazwano chrześcijanami w Antiochii (Dz 11, 26). Tutaj prawdopodobnie powstały Ewangelie Mateusza i Łukasza, Didache, w roku 107 – Ignatiana, a w końcu II wieku – Ewangelia Tomasza. W Syrii krzyżowały się wpływy języka greckiego i syryjskiego. W samej Antiochii dominował grecki, ale poza nią (Damaszek, Edessa) znajomość greckiego była znacznie mniejsza. W miarę upływu czasu wpływy greckiego malały. W Palestynie posługiwano się dialektem syryjskiego, bliskim językowi aramejskiemu czyli temu, którym posługiwali się Jezus i apostołowie, pierwsze zaś przekłady syryjskie powstały w czasach, kiedy wciąż żywa była ustna tradycja o Jezusie i apostołach. Kluczowa terminologia nauczania apostolskiego nie mogła być jeszcze zapomniana i w jakimś stopniu mogła zostać zachowana w najwcześniejszych przekładach. Syryjskie przekłady pozwalają lepiej zrozumieć autorów Nowego Testamentu, piszących po grecku, ale myślących po semicku. Dlatego krytycy tekstu szczególnym szacunkiem darzą przekłady syryjskie.
Historia syryjskich przekładów jest przedmiotem licznych badań i wciąż wydaje się bardzo skomplikowana. Najstarszym przekładem Nowego Testamentu na język syryjski jest prawdopodobnie Diatessaron (Harmonia Czterech Ewangelii), dokonany przez Tacjana około 170 roku. Niestety nie zachował się żaden kompletny tekst ani po syryjsku ani po grecku, a istniejące jedynie krótkie fragmenty, cytaty oraz późne tłumaczenia sprawiają, że jakiekolwiek studium tego tekstu wymaga uwzględnienia osobnej i specyficznej metodologii i znajomości rzadkich starożytnych i średniowiecznych języków, takich jak np. średnio-perski, średnio-wysoko-niemiecki, czy średnio-niderlandzki. Z tego powodu ustalenie hipotetycznego tekstu choćby jednego wersetu wymaga ogromnej pracy. Tacjan stworzył własny porządek chronologiczny, w niektórych miejscach radykalnie odbiegający od chronologii każdej z Ewangelii. Teksty powtarzające się zostały odrzucone, w efekcie czego Diatessaron stanowi 72% łącznej objętości czterech Ewangelii. Tacjan w największym stopniu wykorzystał Ewangelię Jana, w najmniejszym – Ewangelię Marka. 56 wierszy kanonicznych Ewangelii nie znajduje swoich odpowiedników w Diatessaronie. Pominięte zostały genealogie Jezusa, teksty mówiące o człowieczeństwie Chrystusa, Józef nie jest nazywany mężem Marii. Nie ma też Pericope adulterae (J 7,53–8,11). Reprezentuje tekst zachodni. Starotestamentowe cytaty są zgodne z tekstem Peszitty. Zachował się w przekładzie arabskim i łacińskim, w języku greckim zachowały się jedynie fragmenty.
Kolejny przekład – tym razem czterech Ewangelii – dokonany został w III w. Cytuje go Efrem Syryjczyk. Nazywany jest przekładem starosyryjskim (Vetus Syra), a sporządzony został na podstawie starego tekstu greckiego reprezentującego tekst zbliżony do tekstu zachodniego. Zachował się tylko w dwóch wczesnych manuskryptach: kuretońskim (IV wiek) i synajskim (V wiek). Pierwszy z nich wydany został przez Williama Curetona w 1858 roku i oznaczany jest symbolem syrcur, drugi odkryty został przez A.S. Lewis w 1892 roku na Synaju, oznaczany jest symbolem syrsin i jest palimpsestem. Rękopisy przekazują prawdopodobnie tekst bliski do tego z około 200 roku. Ostatnio znaleziony fragmenty dwóch innych rękopisów Vetus Syra: Sin. syr. M37N + M39N oraz Vat. iber. 4 + HMML Ms. Frag. 32 + Sin. geo. 49 (Mt 11:30–12:26).

### Peszitta

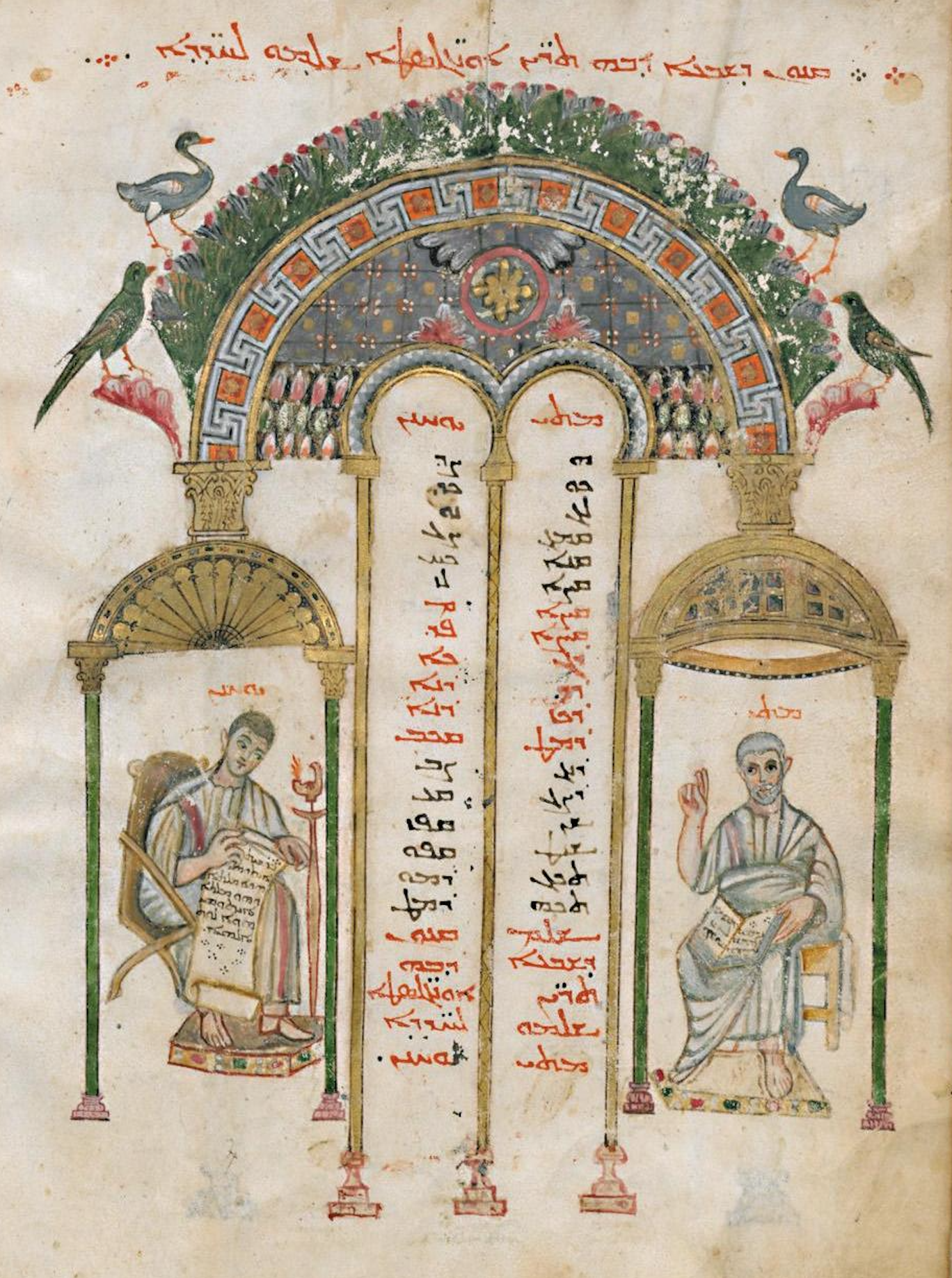
Ewangelie Rabbuli

Na początku V wieku ponownie przełożone zostały wszystkie księgi NT (z wyjątkiem 2 Pt, 2 Jn, 3 Jn, Jud, Ap), być może dla zatarcia różnic, jakie zachodziły pomiędzy poszczególnymi istniejącymi przekładami. Peszitta oznaczana jest symbolem syrp.
Aż do końca XIX wieku sądzono, że Peszitta powstała w II wieku. Po publikacji Burkitta większość biblistów zgodziła się, że dzieła tego dokonał bp Rabbula z Edessy (zm. 436). Autorstwo Rabbuli jest jednak wątpliwe, ponieważ występujące w jego pismach cytaty nie zawsze są zgodne z Peszittą . Przekład ten dopiero w X wieku nazwany został Peszittą (pešitto – prosty, zwykły), przez Mosze bar Kefa, ponieważ przełożono go na potoczny, zwykły język (aby udostępnić go wszystkim). Peszitta zawierała 22 księgi NT (brak 2 Pt, 2 i 3 J, Jd, Ap), nie zawierała tekstów Łk 22,17-18; J 7,53 – 8,11. Peszitta stała się przekładem obowiązującym w Kościele syryjskim, zarówno wschodnim jak i zachodnim, a to oznacza, że powstała przed rozłamem z roku 431. Tekst Peszitty wydano drukiem w 1555 roku w Wenecji. W Lejdzie opracowywane jest wydanie krytycznego tekstu Peszitty.
Tekst Peszitty jest niejednolity, Ewangelie zasadniczo reprezentują tekst bizantyjski, niektóre partie Dziejów – tekst zachodni, z licznymi naleciałościami tekstu aleksandryjskiego (np. Mt 14, 12; 15,4; Mk 1,2; J 1,18) i cezarejskiego. G.H. Gwilliam wykazał, że w Mt 1-14 Peszitta jest zgodna z Textus receptus tylko 108 razy, z Kodeksem Watykańskim 65 razy, w 137 przypadkach różni się od obu i wspiera przekłady starosyryjskie albo starołacińskie, w 31 przypadkach ma swoje własne warianty. W Ewangelii Marka tekst nie jest zgodny ani z tradycją aleksandryjską, ani zachodnią, ani cezarejską. Hope Broome Dows zbadała 135 wyselekcjonowanych wariantów Ewangelii Marka. 48,9% owych wariantów było zgodnych z tekstem bizantyńskim, 29,1% z tekstem zachodnim. Wiele wariantów w Ewangelii Marka jest zgodna ze starosyryjskim przekładem. Badania te obaliły obiegową opinię, że Peszitta przekazuje tekst bizantyjski. W Dziejach Apostolskich przekazuje wiele zachodnich wariantów.
Zachowało się ponad 300 rękopisów Peszitty, z których prawie połowa znajduje się w Bibliotece Brytyjskiej. Druga znacząca kolekcja rękopisów znajduje się w Cambridge. Większość owych rękopisów pisana jest grafiką estrangela. Ważniejsze rękopisy:
- Paris syr. MS. 296, I°, zawiera Łk 6, 49 – 21, 37, pochodzi z V wieku, uchodzi za najstarszy rękopis Peszitty.
- Vatican Cod. Sir. 12, napisany w Edessie w roku 548; najstarszy datowany rękopis zawierający cztery Ewangelie.
- Codex Phillipps 1388 zawiera cztery Ewangelie, pochodzi z V/VI wiek, od 1865 roku przechowywany w Berlinie. Tekst rękopisu opublikował Gwilliam w 1901 roku. Zawiera około 70 starosyryjskich wariantów tekstowych.
- British Library Ms. 14470, zawiera cztery Ewangelie, Listy Pawła, Dzieje, Jk, 1 Pt i 1 J, pochodzi z V/VI wieku[13] .
- British Library Ms. 14479, zawiera Listy Pawła, sporządzony w Edessie w 534 roku i jest to najwcześniejszy datowany rękopis. Pisany elegancką estrangelą, samogłoski naniesione przez późniejszą rękę.
- Ewangelie Rabbuli, ilustrowany rękopis sporządzony w 586 roku, w monofizyckim klasztorze, w Beth-Zagba. Zawiera cztery Ewangelie. Przechowywany we Florencji (Bibl. Laur., Plut. I, Cod. 56).

### Późniejsze przekłady syryjskie
Jedną z wciąż nierozwiązanych zagadek w historii tekstu Nowego Testamentu jest przekład filokseński (syrph) i harkleński (syrh). Według jednej z wersji są one recenzjami Peszitty. Najpierw w roku 508 Filoksen, biskup Mabbug nad Eufratem, miał dokonać rewizji Peszitty (filokseński), natomiast w roku 616 roku rewizji przekładu filokseńskiego dokonał Tomasz z Harkel (harkleński). Według drugiej wersji są to dwa odrębne przekłady. Zachowało się około 35 rękopisów reprezentujących przekład harkleński, datowane są od VII wieku w górę i wykazują pewne podobieństwo do tekstu zachodniego reprezentowanego przez Kodeks Bezy. Przekład filokseński znamy jedynie z oznaczeń „aparatu krytycznego” Tomasza w manuskryptach harkleańskich. Zawierał już cztery małe Listy powszechne i Apokalipsę, których nie miała Peszitta. Najważniejszy rękopis harkleański przechowywany jest w Trinity College, w Dublinie. Około 500 roku dokonano przekładu na język syropalestyński (dialekt aramejsko-galilejski, którym posługiwał się Jezus). Zawiera on 2 P, 2 J, 3 J, Jd i Ap, a reprezentuje tekst cezarejski i jest całkowicie niezależny od innych syryjskich przekładów. Zachował się w lekcjonarzach i innych fragmentarycznych rękopisach. Trzy najważniejsze rękopisy pochodzą z 1030, 1104 i 1118 roku. Oznaczany jest symbolem syrpal.

### Ograniczenia syryjskich przekładów
Język syryjski jako język semicki nie ma końcówek i nie mógł sobie pozwolić na tak wielką swobodę w zmianie kolejności słów, jaka cechowała język grecki. Czasownik odmieniany jest w zupełnie inny sposób niż w języku greckim. Język syryjski posiadał tzw. „status emphaticus”, którego zastosowanie nie zawsze koresponduje z greckim rodzajnikiem.
W transkrypcjach imion własnych spółgłoska ξ oddawana jest przy pomocy dwóch syryjskich spółgłosek ܭܣ. Litera τ transkrybowana była przez ܛ, natomiast θ przez ܬ (np. imię Τιμοθεε, Tymoteusz, ܛܡܬܐܘܣ). W przypadku semityzmów dążono do odtworzenia oryginalnego semickiego brzmienia, ale nie wszystkie semickie imiona zostały rozpoznane (np. Aretas w 2 Kor 11, 32). Grecki tekst NT na dwa sposoby oddaje nazwę miasta „jirušalaim”: Ιερουσαλημ/ Ιεροσολυμα, przekłady syryjskie wracają do jednolitej formy: Urišlem. Διαβολος jest regularnie oddawane przez satana. Σιμων/Πετρος/Κηφας. Σιμων Πετρος jest niemal zawsze oddawane przez šem‛un kepa. Πετρος jednak czasami oddawane jest przez Ptrws. Najwięcej trudności sprawiają różnice w odmianie czasownika.

## Przekłady łacińskie

### Przekłady starołacińskie

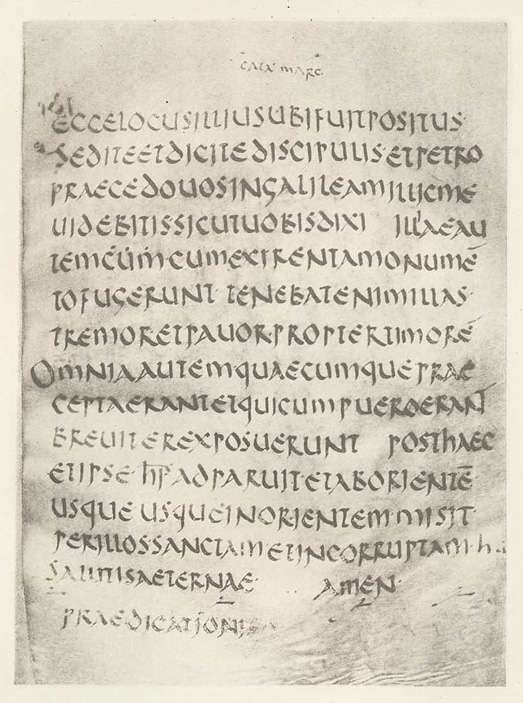
Codex Bobiensis – ostatnia strona “Ewangelii Marka”

Kościół zachodni posługiwał się pierwotnie językiem greckim, więc nie od razu pojawiła się potrzeba przekładu Biblii na język łaciński. Pierwsze łacińskie przekłady pojawiły się najpierw w Afryce północnej (około 170 roku), a następnie w Rzymie i Galii. Ich liczba stale wzrastała i w połowie IV wieku osiągnęła liczbę czterdziestu. Wszystkie te przekłady oparte były na Septuagincie i niewolniczo trzymają się tekstu greckiego. Przekłady powstałe przed Wulgatą nazwano starołacińskimi – Vetus latina. Najważniejszymi i najbardziej cenionymi były: Afra i Itala, ale żaden z nich nie zyskał powszechnego uznania w całym Kościele. Oba przekłady reprezentują tekst zachodni. Afra bardziej odbiegała od tekstu greckiego. Itala miała nieco bizantyjskich naleciałości, których liczba z biegiem czasu wzrastała. Przekłady te ulegały stałym przekształceniom, mnożyły się ich warianty tekstowe.
Do naszych czasów nie zachował się ani jeden starołaciński rękopis przekazujący pełny tekst NT. Zachowały się natomiast 32 rękopisy zawierających Ewangelie, 12 – Dzieje, 4 – Listy Pawła i 1 – Apokalipsę, ponadto szereg fragmentów, co daje łącznie 89 rękopisów. Pochodzą one z wieków IV–XIII. Większość z nich reprezentują Italę, rękopisów Afry zachowało się niewiele. Najcenniejszymi rękopisami są:

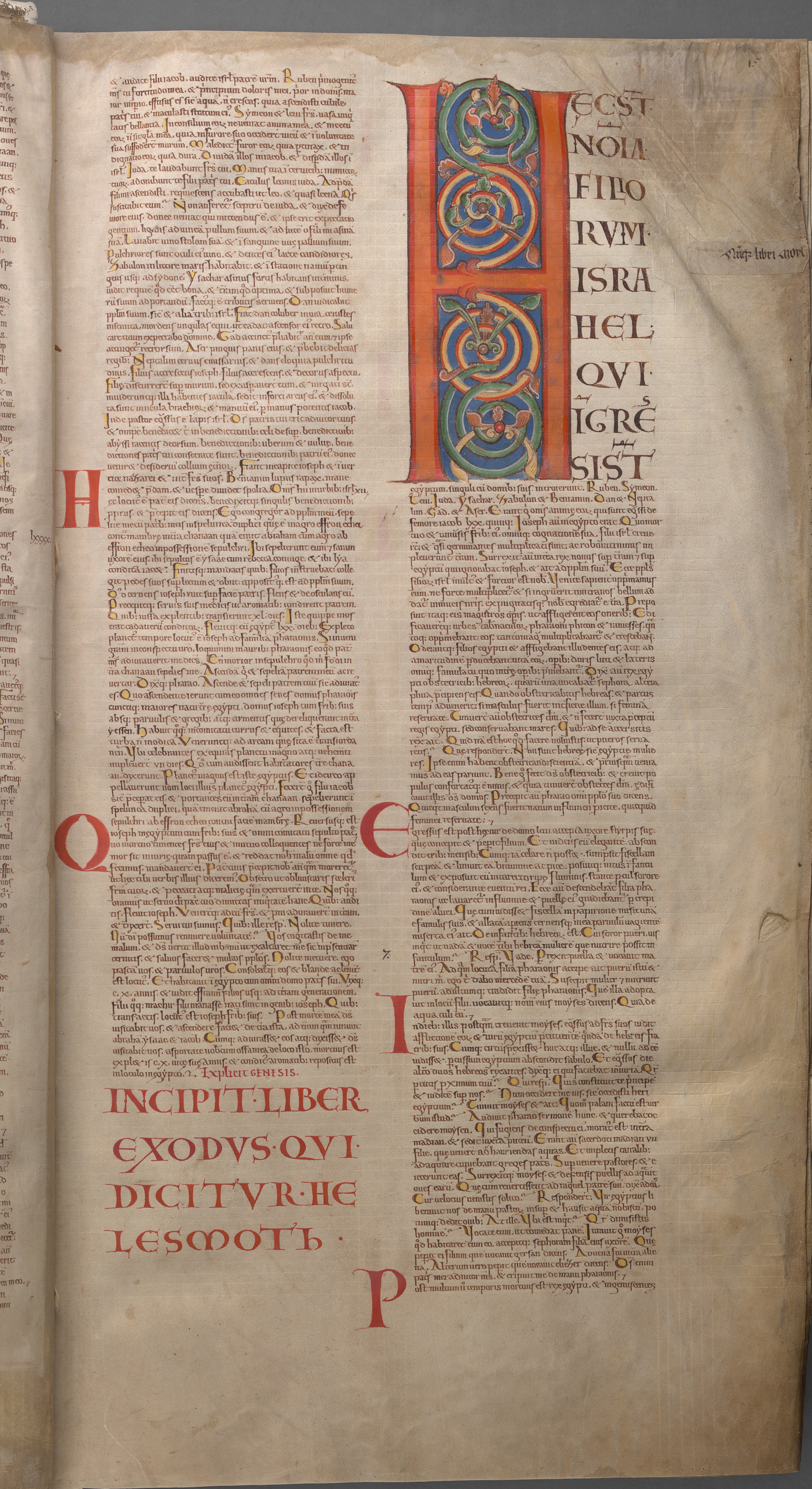
Codex Gigas

- Codex Bobbiensis 1 (k), zawiera Mt 1-15 i Mk 8-16, pochodzi z około 400 roku. Przewieziony został do iroszkockiego klasztoru w Bobbio, w północnych Włoszech. Przekazuje Versio Afra i jest najważniejszym świadkiem tego tekstu, wykazuje dużą zgodność z 0171 i podobieństwo do cytatów Cypriana. Przechowywany w Turynie.
- Codex Palatinus 2 (e), zawiera cztery Ewangelie, datowany na IV wiek; pisany srebrnym atramentem. Tekst posiada cechy zeuropeizowanej Versio Afra. Przechowywany w Trent.
- Codex Vercellensis 3 (a), Ewangelie, druga połowa IV wieku.
- Codex Veronensis 4 (b), Ewangelie; koniec V wieku; Werona. Burkitt sądził, że ten typ tekstu wykorzystał Hieronim jako podstawę dla Wulgaty.
- Kodeks Bezy 5 (d), Ewangelie, Dzieje, 3 Jana. Tekst łaciński jest niezależny od tekstu greckiego (lewa strona), przekładów starołacińskich jak i Wulgaty. Powstał około 400 roku.
- Codex Colbertinus 6 (c), cztery Ewangelie, XI wiek, tekst mieszany, zasadniczo jest to Itala przerywana partiami Afrą. Oba te teksty zostały skażone przez Wulgatę.
- Codex Corbeiensis 8 (ff2), Ewangelie; V wiek. Początkowo należał do klasztoru Corbey w pobliżu Amiens, dziś przechowywany w Paryżu.
- Codex Brixianus 10 (f), Ewangelie; VI wiek.
- Codex Claromontanus 12 (h); zawiera Ewangelie; datowany na V wiek.
- Codex Vindobonensis 17 (i), Ewangelie; V wiek.
- Codex Ambrosianus 21 (s), Ewangelie; V wiek.
- Codex Gigas 51 (gig), ukończony w 1229 roku; zawiera 320 kart o wymiarach 89 na 49 cm, ma 22 cm grubości i wagę 72 kg. Kodeks przekazuje tekst Wulgaty, ale Dzieje Apostolskie i Apokalipsa przekazują przekład starołaciński. Oprócz ksiąg biblijnych zawiera cały szereg dzieł i traktatów, wśród nich znajdują się: Antiquitates oraz De bello Judaico Józefa Flawiusza, Etymologie Izydora z Sewilli, Kronika Czechów autorstwa Kosmasa z Pragi (1045–1125). W roku 1648 kodeks trafił do Szwecji i odtąd przechowywany jest w Sztokholmie.
- Codex Bobiensis albo Vindobonensis 53 (s), palimpsest, zawiera Dzieje i Listy powszechne, VI wiek, w VIII wieku napisany ponownie.
- Codex Floriacensis 55 (h), zawiera ¼ Dziejów, fragmenty Listów powszechnych i Apokalipsy. V/VI wiek; Versio Afra. Tekst rękopisu zawiera wiele błędów, podróż Pawła opisana w Dz 28, 1–13 została streszczona.
- Codex Claromontanus 75 (d), Listy Pawła; V/VI wiek.
- Codex Boernerianus 77 (g), Listy Pawła; IX wiek.
- Codex Augiensis 78 (f), Listy Pawła; IX wiek.
- Codex Guelferbytanus 79 (gue), Listy Pawła; VI wiek.

### Wulgata

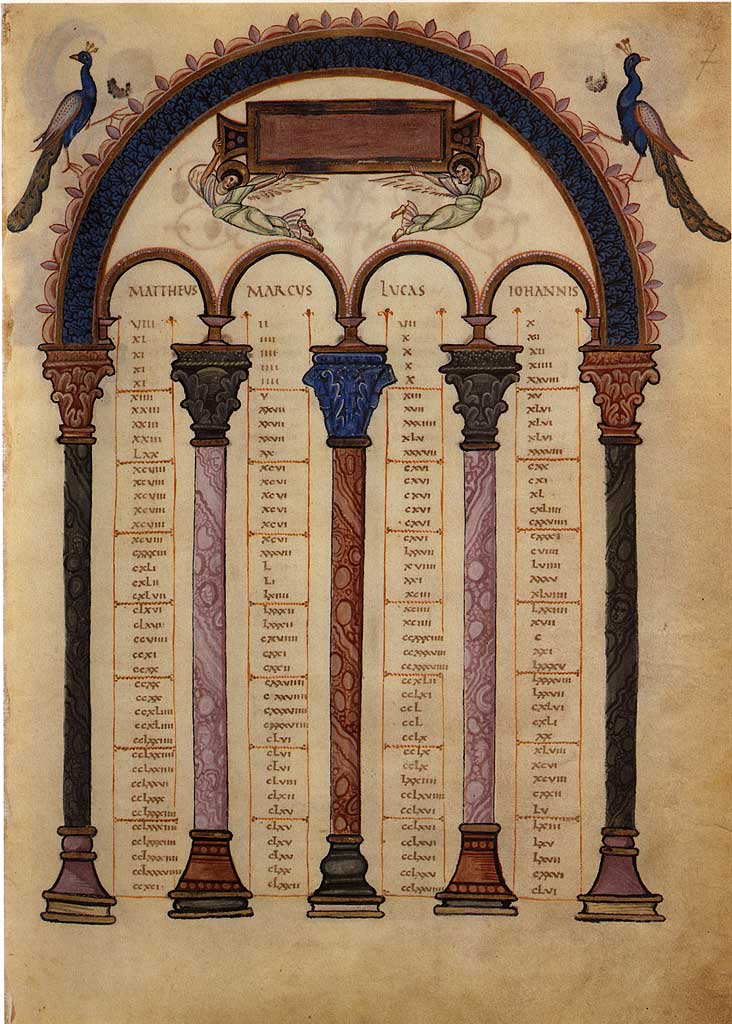
Ewangeliarz z Lorsch

Itala była nieuporządkowana, a wraz z upływem czasu nieporządek wzrastał. W tej sytuacji papież Damazy zlecił Hieronimowi dokonanie nowego przekładu całego Pisma Świętego na język łaciński. Praca nad Ewangeliami trwała około roku i ukończona została w 383 roku. Była to rewizja Itali, którą Hieronim skonfrontował z greckimi rękopisami. Najdokładniej opracował Ewangelie, przekład ten nazwano Wulgatą (vulgus – pospolity, zwykły), spotkał się z krytyczną oceną i wielokrotnie go poprawiano, ale w końcu wieku VI cieszył się już autorytetem, aż stał się oficjalną Biblią Kościoła zachodniego.
Ponieważ Wulgata przez pewien czas funkcjonowała obok przekładów starołacińskich, wpłynęło to na starołacińskie reminiscencje w tekście Wulgaty oraz na korektę tekstów starołacińskich na modłę Wulgaty. Ponadto na skutek nieostrożności kopistów tekst ulegał dalszym zniekształceniom. W tej sytuacji Alkuin (735–804) i Teodulf (750–821) usiłowali zrewidować i oczyścić tekst Wulgaty, ale ich wysiłki przyczyniły się do wzrostu wersji mieszanych. Nad rewizją tekstu Wulgaty pracowali później Lanfrank z Bec (1005–1089) i Stefan Harding (zm. 1134), również bezowocnie, dlatego w końcu średniowiecza powstały correctoria, wśród nich Biblia paryska. Po wynalezieniu druku w Europie Wulgata stała się pierwszą drukowaną książką – powstała Biblia Gutenberga (1452–1456).
Pierwsze krytyczne wydanie tekstu Wulgaty było dziełem Roberta Stefanusa w 1528 roku. W 1546 roku na soborze trydenckim uchwalono o potrzebie przygotowania zrewidowanej Wulgaty. Zostało ono zrealizowane przez papieża Sykstusa V w 1590 roku (Wulgata sykstyńska), było jednak niedoskonałe pod względem krytycznym, więc następca Sykstusa Klemens VIII doprowadził do wydania poprawionej w 4900 miejscach Wulgaty klementyńskiej (1592, 1593, 1598).
W 1907 papież Pius X powołał komisję w celu zrewidowania Wulgaty. Założeniem było poprawienie tekstu w duchu osiągnięć współczesnej lingwistyki, oczyszczenie pisowni ze średniowiecznych naleciałości oraz przetłumaczenie na nowo tego, w czym Hieronim zanadto odszedł od oryginału. Prace trwały kilkadziesiąt lat, całość ukazała się w latach 1926–1969.
Vulgata Stuttgartiana bardziej jest podobna do klementyńskiej niż do editio nova, stanowi próbę zbliżenia tekstu do oryginalnej Wulgaty Hieronima tak dalece, jak tylko to możliwe. Opiera się głównie na Kodeksie Amiatinus z VIII wieku.
Do czasów współczesnych zachowało się ponad 10 000 rękopisów Wulgaty. Dokładna ich liczba nie jest znana. Do bardziej znanych i cenionych rękopisów Wulgaty należą:

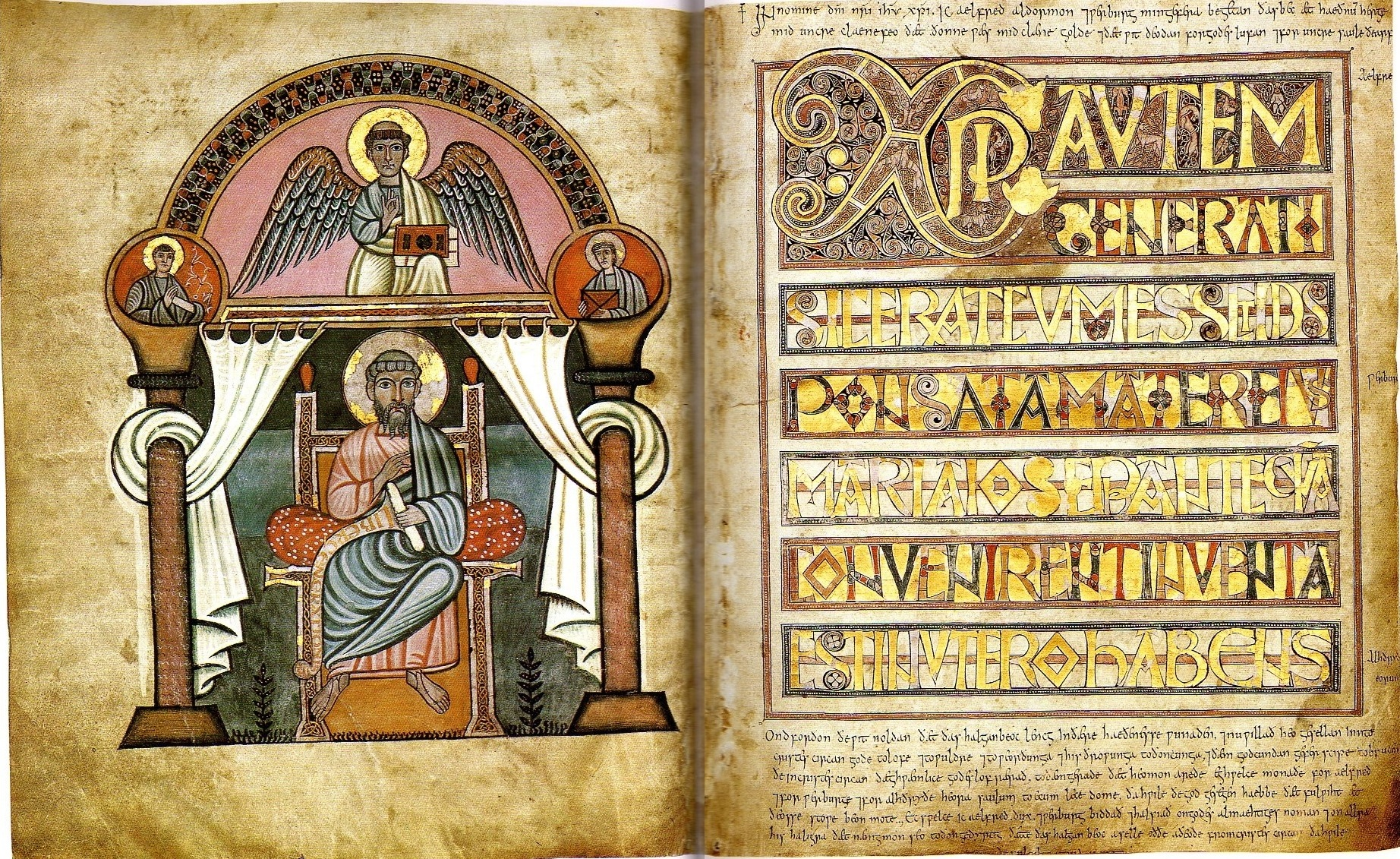
Codex Aureus, początek Ewangelii Mateusza

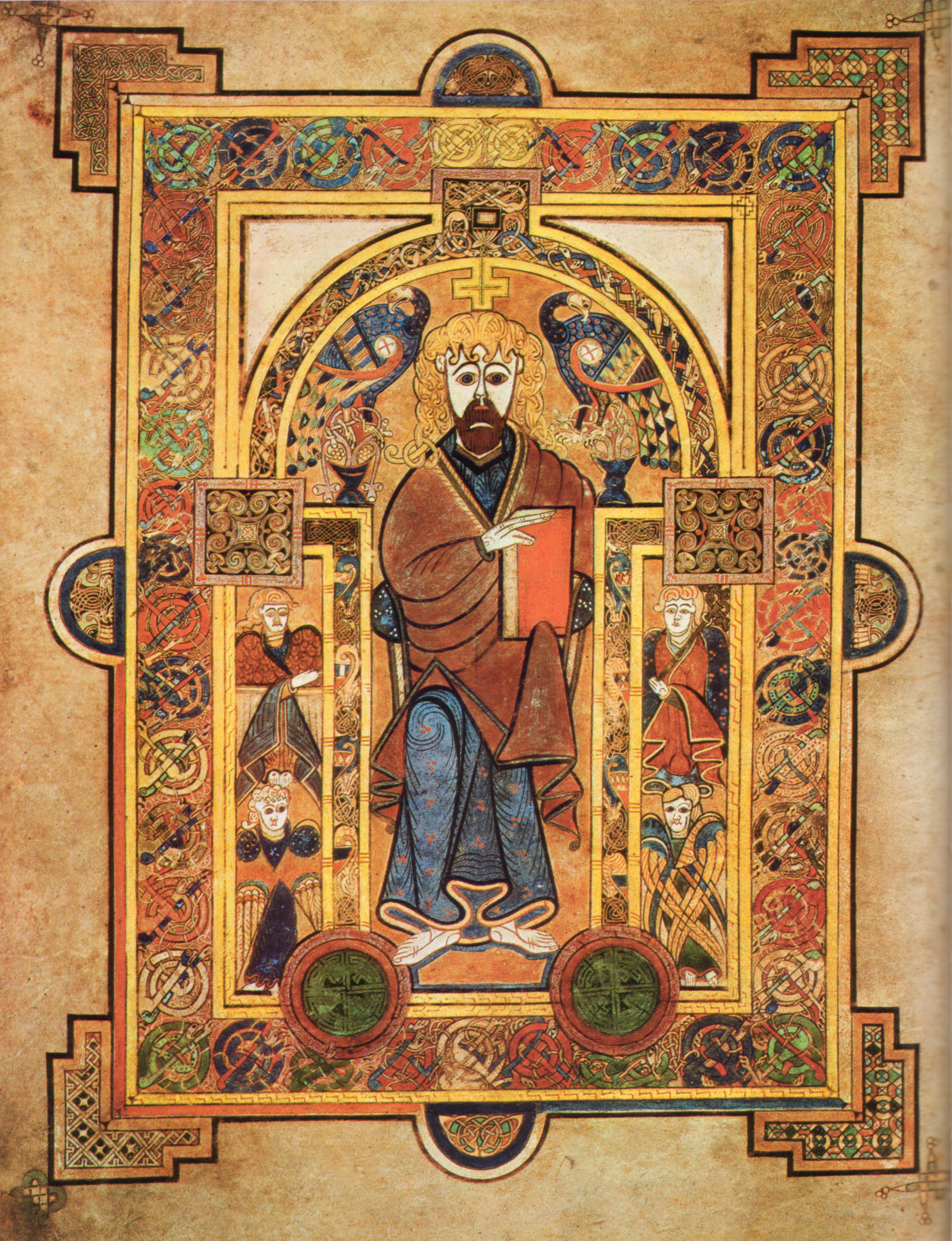
Księga z Kells, ilustracja przedstawiająca Chrystusa Króla

- Codex Amiatinus (A), najstarszy rękopis z pełnym tekstem ST i NT, stanowiony przez 1029 kart o wymiarach 50,5 na 34 cm i 15 cm grubości. Pisany jest kolometrycznie, wielką, wyraźną, regularną i piękną uncjałą. Sporządzony został przed 716 rokiem na podstawie Codexu Grandior z VI wieku, w północnej Anglii. Od 1786 roku przechowywany jest w Biblioteca Laurenziana. Cieszy się opinią najlepszego świadka tekstu św. Hieronima. Tekst wydał Tischendorf w 1854 roku[27] .
- Codex Dublinensis (D), albo Księga z Armagh, zawiera pełny tekst NT. Sporządzono go w roku 807, zawiera List do Laodycejczyków po Liście do Kolosan, Dzieje umieszczone zostały po Apokalipsie. Przedstawia irlandzki typ tekstu Wulgaty, który charakteryzuje się pewną liczbą dodatków. W niektórych miejscach można zauważyć, że tekst kodeksu podąża za tekstem greckiego rękopisu reprezentującego grupę Ferrara (f13). Przechowywany jest w Trinity College w Dublinie.
- Codex Fuldensis (F), napisany w latach 541–546 w Kapui, na polecenie biskupa Wiktora. Został sprawdzony i poprawiony przezeń osobiście. Zawiera Ewangelie w formie Diatessaronu Tacjana, ponadto: List do Laodycejczyków oraz Hieronima Prolog do kanonicznych Ewangelii. Tekst kodeksu bliski jest dla Amiatinus. Przechowywany jest w bibliotece w Fuldzie (Abb. 61).
- Codex Sangermanensis (G), NT, początek IX wieku, jest jednym z najważniejszych reprezentantów francuskiej Wulgaty. Został wykorzystany przez Stefanusa w jego Biblia sacra (1538–1540, 1546). Przechowywany jest w Paryżu (BnF, fond lat. 11553).
- Codex Complutensis I, ukończony w 927 roku. Zawiera całą Biblię, z Listem do Laodycejczyków następującym po Hbr. Wykorzystany został przez kardynała Jiméneza w wydanej przezeń Poliglocie kompluteńskiej. Podczas wojny domowej w Hiszpanii (1936–1939) został niemal całkowicie zniszczony. Zachowane szczątki przechowywane są w Madrycie (Bibl. Univ. Cent. 31).
- Codex Mediolanensis (M), zawiera cztery Ewangelie, datowany jest na drugą połowę VI wieku. Tekst jest bardzo dobry, porównywany z Amiatinus i Fuldensis. Przechowywany jest w Biblioteca Ambrosiana.
- Codex Kenanensis (Q), Księga z Kells; zawiera Ewangelie, pochodzi z VIII/IX wieku. Tekst prezentuje iryjski typ, ze szczególnymi błędami, wynikającymi z nierozumienia tekstu przez kopistę. Słynie z pięknych dekoracji.
- Kodeks N, Ewangelie, V wiek; palimpsest. Powstał we Włoszech, przechowywany jest w Paryżu (BnF, lat. 1628) oraz Autun (Bibl. mun. 21). Jeden z najstarszych rękopisów Wulgaty.
- Codex Reginensis (R), Listy Pawła, VIII wiek, sporządzony został w pobliżu Rawenny, przechowywany w Bibliotece Watykańskiej.
- Codex Lindisfarnensis (Y), zawiera Ewangelie, sporządzony krótko po 687 roku; bogato ilustrowany, uchodzi za jedną z najpiękniejszych książek świata. Tekst wykazuje bliskie pokrewieństwo do Amiatinus. Później, pomiędzy liniami łacińskiego tekstu, ktoś dodał tekst w języku anglosaskim, który jest parafrazą tekstu łacińskiego. Przechowywany w Bibliotece Brytyjskiej.
- Codex Harleianus (Z); zawiera Ewangelie, datowany na VI/VII wiek. Początkowo przechowywany był w Bibliotece Królewskiej w Paryżu. Skradziony został przez Jeana Aymona w 1707 roku i sprzedany R. Harleyowi, który przekazał go Bibliotece Brytyjskiej.
- Codex Theodulphianus (Θ) – ST i NT, Psalmy i Ewangelie pisane srebrem na purpurze, ok. 900 roku, recenzja Teodulfa; przechowywany w Paryżu.
- Codex Sangallensis 1395 (Σ), najstarszy znany, zawierający Ewangelie rękopis Wulgaty, jakkolwiek z licznymi lukami; pochodzi z początku V wieku; przechowywany w St. Gallen. Od tekstu Hieronima dzieli go niewiele kopii[28] .

### Ograniczenia łacińskich przekładów
Ograniczeniem łacińskich przekładów są transkrypcje semickich imion i terminów: Caiphas/Caiaphas, Scarioth/Iscariotes, Istrahel/Israhel, Isac/Isaac. Innego rodzaju ograniczenie powodują latynizmy (np. ἑκατονταρχης/κεντυριων → centurio). Ze względu na ograniczenia łacińskiej gramatyki nie może być odróżniony czas aoryst i perfectum. Zarówno ελαλησα jak i λελαληκα muszą być oddawane przez locutus sum. Język łaciński nie posiada rodzajnika. Czasami rodzajnik oddawany jest przez zaimek wskazujący w wyrażeniach hic mundus albo hoc saeculum. Język grecki ma wiele form partykuły przeczącej οὐ, οὐκ, οὐχ, οὐχί, μή, οὐ μή, μὴ οὐ, jednakże łacina ma ich znacznie mniej i w rezultacie są one przekładane albo przez non albo przez nonne. Partykuła οὐδε/μηδε przekładana jest na neque oraz przymiotnikiem οὐδεiς/μηδεις przekładanym na nemo. Greckie synonimy takie jak καταγγέλλω i ἁναγγέλλω, οἰκέω i κατοικέω nie są precyzyjnie rozróżniane w łacinie. Czasem jest problem z przyimkami ἐκ i ἁπό, ἁπό i ὐπό, ἐν i ἐπί, oddawanych przez łacińskie a, de i ex. Także przyimki εἰς i ἐν w grece hellenistycznej mogły być używane zamiennie. Problem ten dotyczy wszystkich synonimów.
Na ogół przekłady łacińskie były bardzo dosłowne i to samo greckie słowo starały się oddawać tym samym słowem łacińskim. Ale nie zawsze miało to miejsce, zwłaszcza w przypadku Versio Afra, która te same greckie słowa oddawała różnymi łacińskimi terminami. Termin αὐτου oddawany jest przez eius lub illius, ην przez erat lub fuit.

## Przekłady koptyjskie

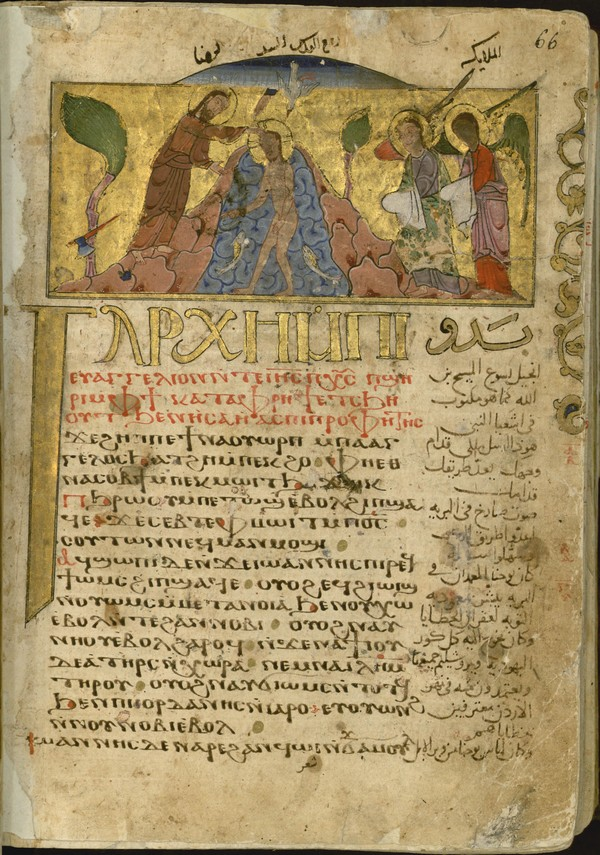
Ew. Marka z roku 1249/1250 w języku koptyjskim i arabskim

Początkowo Kościół w Egipcie posługiwał się językiem greckim. Przejście na język koptyjski – ostatnia forma języka egipskiego – dokonało się w latach 180–200. Język koptyjski funkcjonował jednak aż w siedmiu dialektach. Nowy Testament przełożono na pięć z nich. Przekłady koptyjskie reprezentują tekst aleksandryjski, przekład saidzki (copsa) i bohairski (copbo) mają naleciałości tekstu zachodniego. Przekład saidzki był dość swobodny, bohairski natomiast bardzo niewolniczy, miał tendencję do przekładania każdego słowa, stosował nawet zapożyczenia gramatyczne. 52 rękopisów jest bilingwicznych, zawierają – obok tekstu koptyjskiego – tekst grecki, 2 rękopisy są trilingwiczne, zawierają tekst: grecki, koptyjski, arabski.

### Dialekt saidzki
Najpierw dokonano cząstkowego przekładu na używany w górnym Egipcie (znajomość greki nie była tu powszechna), dialekt saidzki (copsa). Później uzupełniono go o brakujące księgi. Nieznana jest dokładna data powstania przekładu, badacze podają daty od połowy II wieku do początku IV wieku. Przekład ten zasadniczo reprezentuje aleksandryjską tradycję tekstualną. Jednak w tekstach Ewangelii Jana i Dziejów zawiera sporo zachodnich naleciałości. Są to przypadkowe naleciałości i trudno się w nich dopatrzyć jakiejś prawidłowości. Tekst dialektu saidzkiego lokuje się pomiędzy tekstem greckich kodeksów A i B, najbliższy jest dla {\displaystyle {\mathfrak {P}}^{75}}, jest także bliski dla kodeksu T, który jest bilingwicznym grecko-saidzkim kodeksem. Na podstawie późniejszych rękopisów można zauważyć powolny proces rewizji tekstu. W IX wieku dialekt saidzki zaczął ustępować bohairskiemu. Rękopisy reprezentujące ten przekład zostały odkryte w XVIII wieku. Znanych jest 560 rękopisów saidzkich skatalogowanych przez instytut w Münster, żaden z nich nie jest kompletny.
W Dziejach zasadniczo biorąc przekazuje tekst aleksandryjski, z niewielką liczbą lekcji tekstu zachodniego. W „dekrecie apostolskim” z Dz 15, 19 n doszło do nałożenia aleksandryjskiej i zachodniej lekcji. W Listach Pawła tekst jest aleksandryjski z zachodnim odcieniem, bliski jest dla {\displaystyle {\mathfrak {P}}^{46}} i Kodeksu Watykańskiego. W Listach powszechnych przekład saidzki reprezentuje klasyczny tekst aleksandryjski i jest daleki dla wszystkich pozostałych tekstów, bardzo często współbrzmi z kodeksem B. Rękopisy saidzkie opuszczają te same wiersze, co greckie rękopisy reprezentujące tradycję aleksandryjską. Porządek Ewangelii: J, Mt, Mk i Łk. List do Hebrajczyków umieszczany jest po 2 Kor, a przed Gal. W wielu rękopisach brak Apokalipsy.
Ważniejsze rękopisy
- Crosby-Schøyen Codex, na 52 papirusowych kartach. Zawiera pełny tekst 1 Piotra, ponadto Jon, 2 Mch, Peri Paschu Melitona i anonimową Homilię. Datowany na III/IV wiek, przechowywany w Duke University.
- MS. Or. 7594 zawiera Pwt, Jon i Dz (w tej kolejności), datowany na koniec III, lub początek IV wieku, przechowywany w Bibliotece Brytyjskiej[36] .
- Michigan MS. Inv. 3992 zawiera 1 Kor, Tt i Ps, pochodzi z IV wieku. Berlin MS. Or. 408 i British Muzeum Or. 3518 tworzyły pierwotnie jeden rękopis, zawierający Ap, 1 J i Flm (w tej kolejności), datowany na IV wiek.
- Kolekcja Chester Beatty prezentuje trzy rękopisy saidzkiego NT, datowane na VI albo VII wiek. Jeden z nich zawiera Dzieje i Ewangelię Jana, drugi – Listy Pawła i Ewangelie, trzeci – teksty Psalmów od I do L i pierwszy rozdział Mateusza. Niektóre rękopisy zawierają Dłuższe zakończenie Ewangelii Marka (Mk 16,9-10), inne zaś nie, J 7,53–8,1 opuszczony został we wszystkich rękopisach[37].
- Przechowywany w Berlinie P. 15926 przekazuje ściśle zachodni tekst Nowego Testamentu.

George Horner przygotował krytyczne wydanie tekstu saidzkiego w latach 1911–1924 .

### Dialekt bohairski
Przekład na dialekt bohairski (copbo) – używany w delcie Nilu – dokonany został w III wieku, a najpóźniej na początku IV wieku. Historia przekładu bohairskiego jest najbardziej skomplikowana spośród wszystkich dialektów koptyjskich. Dawniej przypuszczano, że przekład bohairski dokonany został na podstawie greckiego rękopisu reprezentującego późny tekst aleksandryjski. Dwa odkryte w XX wieku fragmenty pochodzące z IV–V wieków zmieniły pogląd badaczy na temat historii tekstu bohairskiego. Tekst przez nie przekazywany jest na tyle różny od późniejszych znanych nam rękopisów, że określony został mianem tekstu proto-bohairskiego (copbo). Odróżnia się nawet język. Kolejność ksiąg: Ewangelie (J, Mt, Mk i Łk), Listy Pawła (List do Hebrajczyków umieszczany jest po 2 Tes, a przed 1 Tm), Listy powszechne, Dzieje, Apokalipsa. Apokalipsę zawierają jedynie nieliczne rękopisy.
W przekładzie tym wykorzystany został przekład saidzki, co widoczne jest w niektórych partiach tekstu, widoczne są też wpływy tekstu zachodniego, podczas gdy tekst bizantyjski jest trudny do zauważenia. W XI wieku, gdy przeniesiono patriarchat z Aleksandrii do Kairu, dialekt bohairski był już językiem dominującym w Kościele koptyjskim, w związku z tym przekład Nowego Testamentu na dialekt bohairski (copbo) stał się oficjalnym tekstem Kościoła koptyjskiego w Egipcie. Nie jest pewne czy tekst bohairski był kiedykolwiek rewidowany.
Zachowało się więcej niż sto rękopisów dialektu bohairskiego, mają one późne pochodzenie. Najstarszy komplet Ewangelii pochodzi dopiero z 1174 roku, następny z 1178-1180, a kolejny z 1192 roku. Pozostałe rękopisy pochodzą z wieku XIII i następnych. Bodmer odkrył papirus – Papirus Bodmer III – zawierający większą część Ewangelii Jana, datowany na IV wiek (możliwy jest także V wiek). Również fragment Listu do Filipian, który przekazuje tekst w brzmieniu saidzkim . Wszystkie rękopisy zawierają Mk 16, 9–20, natomiast teksty J 5, 4 i J 7, 53 – 8, 11 opuszczone zostały we wszystkich najważniejszych rękopisach. George Horner przygotował krytyczne wydanie tekstu bohairskiego w latach 1898–1905 .

### Inne dialekty koptyjskie

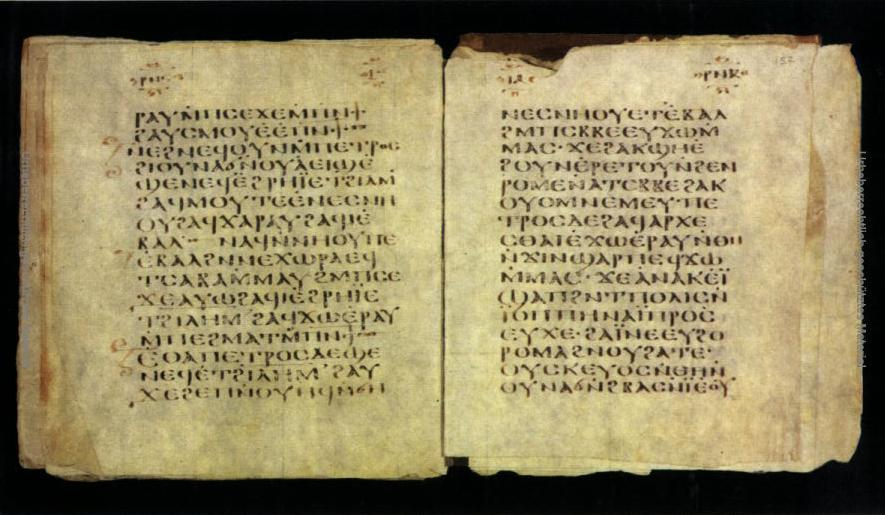
Codex Glazier, Dzieje w środkowoegipskim dialekcie

Nieco później przełożono Nowy Testament na dialekty środkowego Egiptu: fajumski (copfay), achmimicki (copach) i subachmimicki (copach2), miały one za podstawę częściowo tekst grecki, a częściowo wcześniejsze przekłady koptyjskie, przede wszystkim na dialekt saidzcki. Dokładny czas ich powstania trudny jest do ustalenia, wiadomo tylko, że istniały w IV wieku. Przekłady te, w przeważającej mierze, reprezentują tekst aleksandryjski, ponadto zauważalna jest ich zależność od tekstu zachodniego i ich niejednokrotne współbrzmienie ze starołacińskimi przekładami. Zachowane do naszych czasów rękopisy, nie przekazują pełnego NT w dialektach środkowoegipskich. Jeden z nich, na dialekt fajumski, zawiera tylko J 6,11 – 15,11 (z lukami). Rękopis z tekstem Ewangelii Jana na dialekt subachmimicki datowany jest na lata 350–375. Bliższy on jest przekładowi saidzkiemu niż bohairskiemu. Schøyen Codex zawiera Ewangelię Mateusza, datowany jest na IV wiek .

### Ograniczenia dialektów koptyjskich
Alfabet koptyjski powstał na bazie alfabetu greckiego, do którego 24 liter dodano jeszcze 7 liter zapożyczonych z pisma demotycznego (Ϣ, Ϥ, Ϧ, Ϩ, Ϫ, Ϭ, Ϯ). Pięć liter używanych było tylko w słowach greckiego pochodzenia. Jednak język koptyjski nie odróżnia d od t. Widoczne jest to w transkrypcjach takich terminów jak: σκανδαλον, czy ενδυμα. Z drugiej zaś strony rozróżnia dźwięki, które Grekom nie były znane. Język koptyjski zna tylko dwa rodzaje, nie miał ekwiwalentu dla partykuły μεν, czasami jednak transkrybowano ją (oraz partykułę δε). Wiele terminów zostało zapożyczonych z języka greckiego (np. αλλα, χαρις, σκανδαλον, δικαιοσυνη, κοινονεια, σωμα, ψυχη, αγαθος, πονηρος, προφητης, μαθητης, μαρτυρια, σταυρος, γραμμαρ, σοφος, χρονος, εξουσια, θαλασσα, Σατανας i wiele innych). Szereg słów, ze względu na itacyzm, pisanych jest na dwa sposoby: αρχιερευς/αρχηερευς, μαθητης / μαθιτης, Ιταλια/Ηταλια, Δαειδ / Δαυιδ. Skróty dla nomina sacra dokonywane są wedle tej samej zasady jak w tekstach greckich (np. ΘΣ, ΙΗΣ, ΙΣΗΛ, ΠΝΑ). Przekład koptyjski, ze względu na swoją daleko idącą dosłowność, przy rekonstrukcji tekstu greckiego, jest bardziej przydatny od przekładów syryjskich i łacińskich.

## Przekład gocki

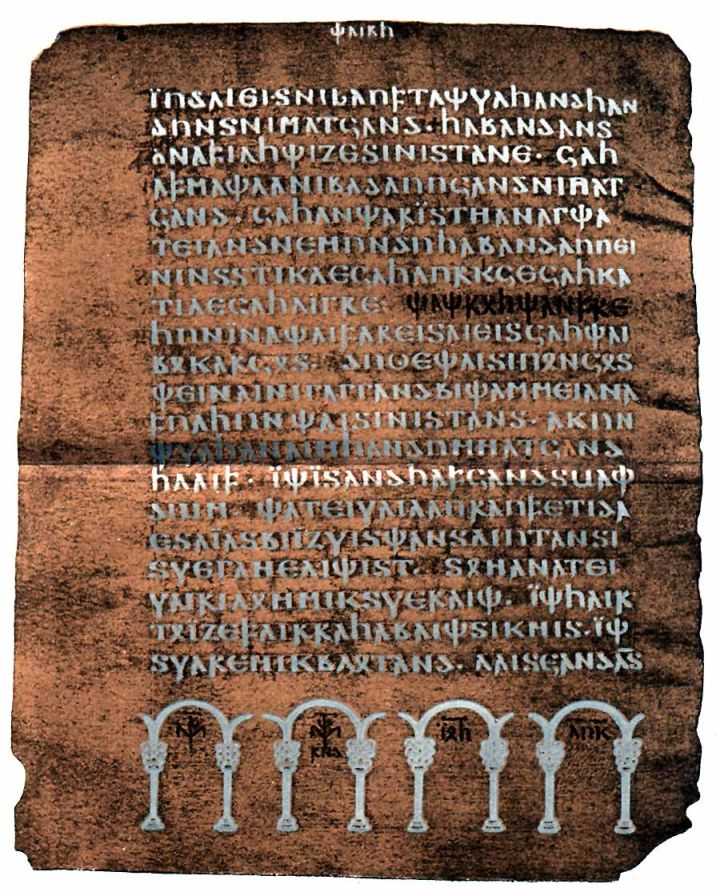
Codex Argenteus, Ew. Marka

Przekład gocki tym wyróżnia się spośród przekładów starożytnych, że znana jest data, tłumacz oraz okoliczności jego powstania. Wulfila, Wulfilas bądź Ulfila (310–383), „grecki apostoł”, działający na terenach Dacji i Bosforu, nawracał Ostrogotów na wiarę chrześcijańską obrządku ariańskiego. Jako biskup Taurydy uczestniczył w obradach I soboru nicejskiego (325). Zanim przystąpił do przekładowej pracy, stworzył najpierw alfabet gocki, na bazie greckiego, bo nie chciał używać starogermańskich run. Kolejnym problemem były braki w terminologii, dlatego też słownictwo poszerzył poprzez zapożyczenia z greki i łaciny. Budowę zdania oparł na składni greckiej. Przekład Wulfili używany był w państwie Ostrogotów we Włoszech, które trwało krótko (488–554). Niedługo potem, po przejściu na katolicyzm, język gocki zaginął i nie było nikogo, kto byłby zainteresowany czytaniem przekładu Wulfili.
Tekst Nowego Testamentu reprezentuje bizantyjską tradycję tekstualną (rodzina E), jest bliski dla cytatów Chryzostoma. Tekst Listów Pawła jest bliski dla Peszitty. Zachowane rękopisy zawierają sporo naleciałości tekstu zachodniego, być może zostały one dodane później, w okresie państwa Ostrogotów.
Najważniejszym rękopisem jest Codex Argenteus, „Srebrna Biblia”, pisany srebrnymi i złotymi literami na nasączonym purpurą pergaminie. Zawiera cztery Ewangelie, w kolejności: Mt, J, Łk, Mk. Stanowi go dziś 188 kart (pierwotnie było ich 336). Sporządzony został dla Teodoryka Wielkiego (455–526), króla Ostrogotów, wkrótce po jego koronacji w Rawennie, albo Bresci. Po śmierci Teodoryka kodeks został zapomniany. Nie był uwzględniany w żadnych katalogach i listach ksiąg. Został odkryty w XVI wieku. Podczas wojny trzydziestoletniej zabrali go Szwedzi. Odtąd przechowywany jest w Uppsali. W 1970 roku, w Spirze, odkryta została jedna z brakujących stronic kodeksu, Fragment Speyer, kończy ona Ewangelię Marka. Od tej chwili kodeks liczy 188 kart .
Pozostałe rękopisy gockiego Nowego Testamentu, poza jednym wyjątkiem, są palimpsestami. Są też fragmentaryczne. Codex Carolinus, zawiera Rz 11–15, tekst jest bilingwiczny, łacińsko-gocki, palimpsest; przechowywany jest w Wolfenbüttel. Codex Ambrosianus A i Codex Ambrosianus B zawierają fragmenty wszystkich Listów Pawła, ale tylko 2 Kor zachował się w całości. Codex Ambrosianus C zawiera fragmenty Mt 25–27. Wszystkie trzy pochodzą z V/VI wieku i przechowywane są w Mediolanie. Codex Taurinensis zawiera 4 karty z fragmentami Ga i Kol. Nie zachowały się rękopisy przekazujące Dzieje, Listy powszechne i Apokalipsę. Księgi te zostały całkowicie utracone .
W 1908 roku W. Streitberg przygotował wydanie gockiej Biblii na bazie dostępnych mu rękopisów. W 1919 roku ukazało się drugie zrewidowane wydanie. W 1965 roku E.A. Ebbinghaus wydał piąte zrewidowane wydanie gockiej Biblii.

## Przekład ormiański

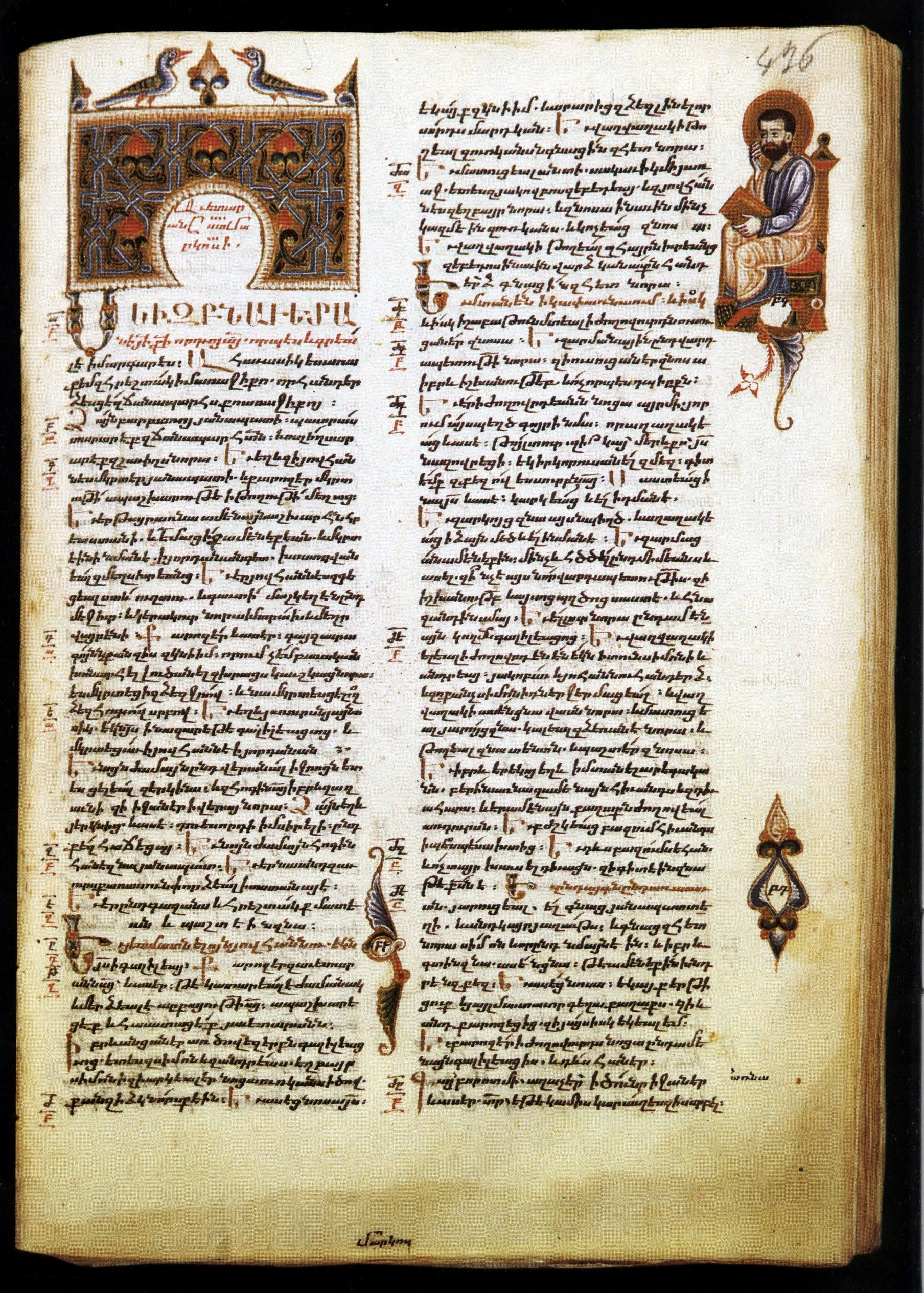
Ew. Marka w jęz. ormiańskim, Cod. 2627, fol. 436 r. (Matenadaran)

W latach 410–414 Mesrob i Izaak przetłumaczyli całą Biblię na język ormiański. Nowy Testament zawierał 22 księgi (wpływ Peszitty). Przekład prawdopodobnie został dokonany z języka greckiego, jednak wpływ przekładu syryjskiego jest zauważalny. Tłumacz posiłkował się syryjskim przekładem. Według innego wyjaśnienia, pierwszy przekład dokonany został z języka syryjskiego i został później zrewidowany na podstawie greckich rękopisów. Pierwotny przekład ormiański nie zachował się.

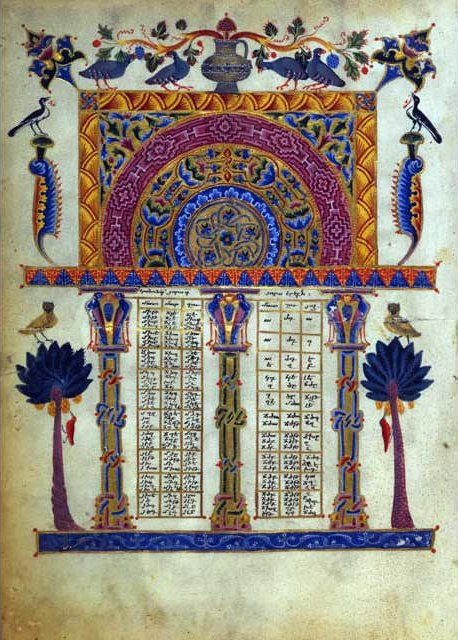
Ormiański Ewangeliarz z 1256 roku

Erroll F. Rhodes w 1959 roku wyliczył 1244 ormiańskich rękopisów . Rhodes nie wziął jednak pod uwagę lekcjonarzy i komentarzy. Liczba wszystkich rękopisów przekracza 1600, przy czym 100 dotyczy całej Biblii. Liczba ta jest większa niż jakiegokolwiek innego starożytnego przekładu z wyjątkiem Wulgaty. Znaczna ich część przechowywana jest w Bodleian Library . Najstarsze rękopisy pochodzą w wieków IX–X. Najstarszy datowany rękopis, MS. 991, pochodzi z 887 roku, zawiera cztery Ewangelie, pisany jest majuskułą. MS. 2374, rok 989, zawiera wyjaśnienie, że Mk 16,9–20 został napisany przez prezbitera Arystiona. Znaczenie tej noty jest niewielkie, ponieważ nie pochodzi od oryginalnego skryby, została dodana w XIV. Najwcześniejsze rękopisy Dziejów, Listów powszechnych, Listów Pawła i Apokalipsy są bilingwicznymi grecko-ormiańskimi kodeksami (Arm. 27, Arm. 9, Gregory–Aland 301; Rhodes 151), przechowywane są we Francuskiej Bibliotece Narodowej w Paryżu.
Ormiański przekład wlicza do ksiąg Nowego Testamentu 3. List Pawła do Koryntian i List Koryntian do Pawła. Cechą ormiańskich rękopisów jest komentowanie dłuższego zakończenia Ewangelii Marka. Spośród 220 rękopisów zbadanych przez Colwella, tylko 88 zawiera zakończenie i nie komentuje, 99 rękopisów kończy się na Mk 16,8, pozostałe rękopisy zawierają zakończenie ale wraz ze scholionem kwestionującym jego autentyczność.
Prawdopodobnie przekład reprezentował pierwotnie tekst cezarejski. Jeszcze w V wieku przekład został zrewidowany na podsatwie bizantyjskiego standardu – pozostały tylko niektóre naleciałości tekstu cezarejskiego.
Przekład ormiański wydany został drukiem w roku 1666 w Amsterdamie . W 1789 roku Zohrab wydał pierwsze krytyczne wydanie Nowego Testamentu.
Imiona własne są zwykle transkrybowane i tylko w nielicznych przypadkach oddawane są przez tradycyjne ormiańskie terminy. Greckie litery θ i τ oddawane są zwykle w inny sposób (t' bądź t), podwójne spółgłoski ξ i ψ oddawane są przez k's i p's (nigdy ks i ps), przydechy są zwykle ignorowane. Ormiański rzeczownik odmienia się przez siedem przypadków, ale nie ma wołacza i nie odmienia się przez rodzaje. Czasownik ma mniej form partycypialnych, nie ma trybu życzącego. Greckie synonimy są z reguły nie odróżniane.

## Przekład gruziński

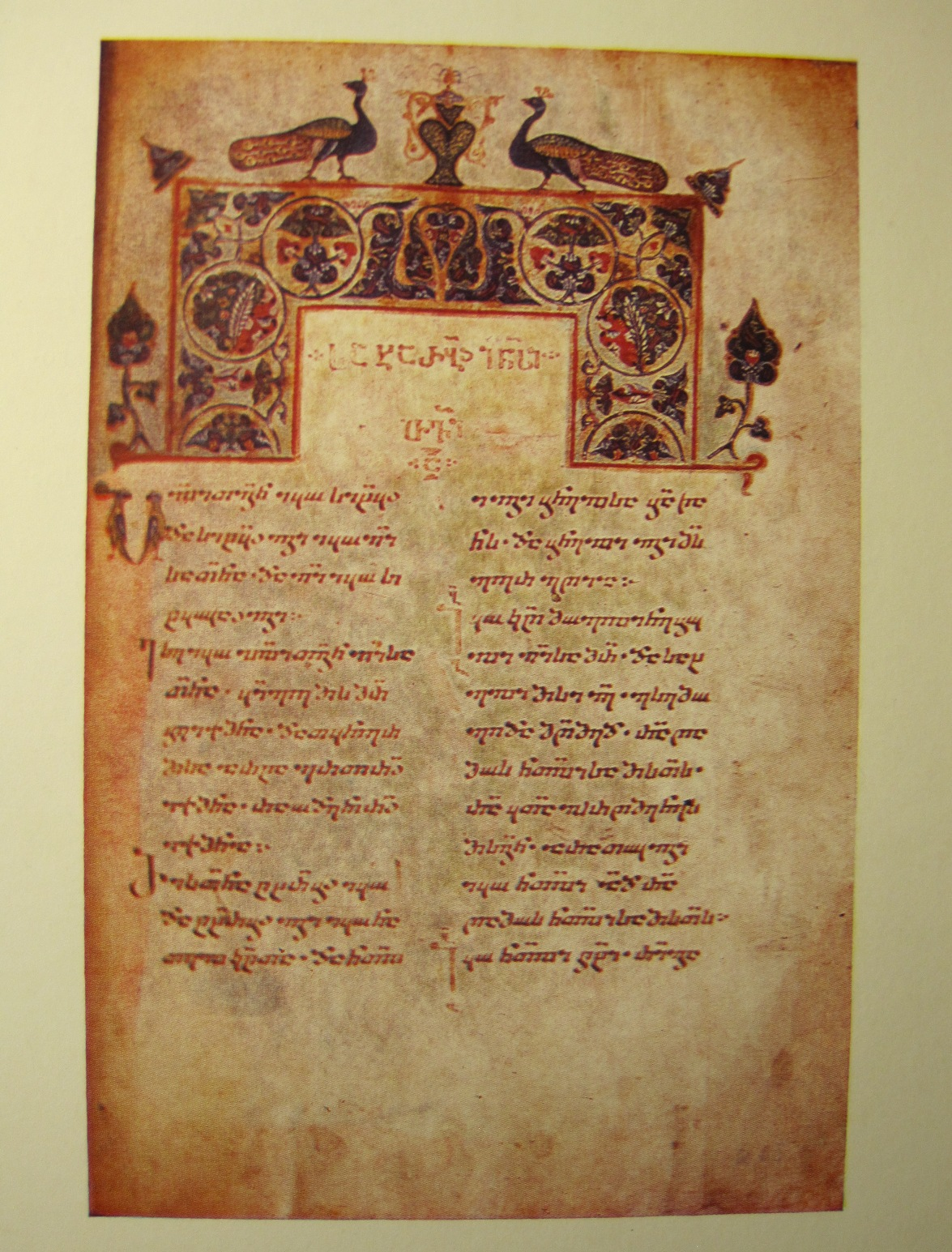
Rękopis czterech Ewangelii w jęz. gruzińskim z XIII wieku

W końcu V wieku dokonano przekładu na język gruziński, a był to przekład prawdopodobnie z języka ormiańskiego, przed powstaniem ormiańskiej „wulgaty”. Conybeare twierdził, że przekład został dokonany bezpośrednio z greki, później ze względu na niedokładnie ustaloną pewną liczbę syriacyzmów uznał, że został przełożony z syryjskiego. Jednak Conybeare swoją opinię oparł tylko na dwóch rękopisach (z roku 913 i 995) . Tekst przekładu reprezentuje mieszaną tradycję tekstową, w najstarszych rękopisach przeważa element cezarejski, natomiast w późniejszych rękopisach – bizantyjski.
Wśród najstarszych zawierających Ewangelie rękopisów znajduje się: Adysz z 897 roku, Opiza z 913 roku i Tbet z 995 roku. W aparacie krytycznym wielu wydań rękopis Adysz oznaczany jest symbolem geo1, natomiast dwa pozostałe rękopisy symbolem geo2. Adysz reprezentuje tekst cezarejski bliski dla kodeksów Θ, 565 i 700, geo2 wykazuje tekstualne pokrewieństwo z f1 i f13. Najstarsze rękopisy nie zawierają tekstu J 7,53–8,11. Najstarsze rękopisy zawierające Dzieje i Listy pochodzą z drugiej połowy X wieku. Gregory w 1902 roku wyliczył 17 gruzińskich rękopisów Nowego Testamentu.
Według badań J. Molitora, który zbadał List Jakuba, przekład gruziński przekazuje 53 wariantów, które uznał za syryjskie (tj. bizantyjskie), 51 wariantów ormiańskich oraz 59 syryjsko-ormiańskich wariantów. 163 wariantów jest niegreckich, a 66 jest nietypowe dla orientalnych przekładów. Na podstawie tych badań Molitor uznał, że List Jakuba został przełożony z syryjsko-ormiańskiego przekładu.
Przekład gruziński został zrewidowany w X wieku przez Euthymiusa. Euthymius wykorzystał greckie rękopisy reprezentujące bizantyjski tekst standardowy. Dodana została Apokalipsa, przetłumaczona przez Euthymiusa. W Ewangelii Jana dodana została Pericope de Adultera (7,51-8,11).
Tekst Ewangelii wydany został drukiem w 1709 roku w Tbilisi. Pełną Biblię wydano w 1743 roku w Moskwie.

## Przekład etiopski

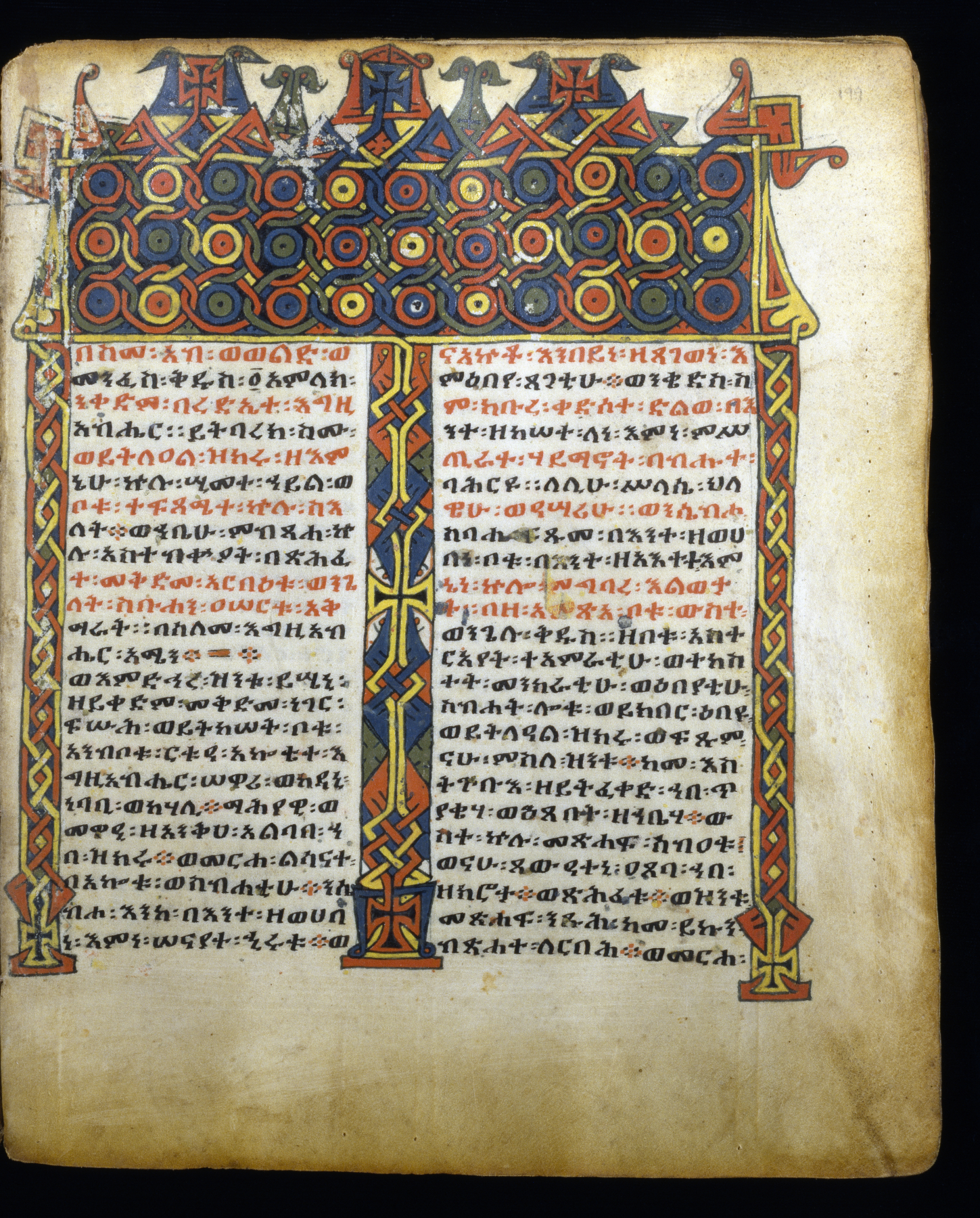
Gunda Gunde Gospels (Walters MS 850)

Po soborze chalcedońskim, w 451 roku, monofizyci byli prześladowani w Bizancjum. Znaczna ich część znalazła schronienie w Etiopii. W ich liczbie było dziewięciu aktywnych mnichów syryjskich, którzy ze względu na swą gorliwość i pobożność, zdobyli sobie status świętości. Oprócz zakładania klasztorów i propagowania monofizyckiej teologii, mieli też dokonać przekładu ksiąg świętych na język etiopski. Możliwym jednak jest i to, że przekład powstał dopiero w VI/VII wieku. Po dziś dzień nie rozstrzygnięto, czy Ewangelie przełożone zostały z greckiego, czy syryjskiego języka. Wątpliwości nie ma co do pozostałych ksiąg – przełożone zostały z języka greckiego.
Listy Pawła wykazują, pod względem statystycznym, zaskakująco dużą zgodność z {\displaystyle {\mathfrak {P}}^{46}} i Kodeksem Watykańskim, zwłaszcza w tych partiach gdy te dwa rękopisy nie są wspierane przez żaden grecki rękopis. W innych partiach Nowego Testamentu reprezentuje wczesny tekst bizantyjski. W wiekach XII–XIV przekład etiopski został uzgodniony z tekstem arabskim.
Zachowało się ponad trzysta rękopisów zawierających jedną lub więcej ksiąg Nowego Testamentu. 26 z nich powstało przed końcem XV wieku, pozostałe są z wieków XVI–XIX. Najstarszym rękopisem jest Abba Garima I, zawiera Ewangelie Marka i Mateusza, i jak wykazały badania radiowęglowe pochodzi z lat 330–540 n.e. (wcześniej uważano, że z IX/X wieku). Abba Garima II zawierają Ewangelie Łukasza i Jana, a pochodzą z lat 430–650 (wcześniej uważano, że z XI wieku). Inne rękopisy są starsze i tak np. Abba Garima III, zawierający Ewangelie, pochodzi z XI wieku. Lalibela zawiera cztery Ewangelie, pochodzi z 1181–1221 roku. Abba Garima B. 20 z XIV wieku zawiera Listy Pawła napisane w pięciu językach (w kolumnach od lewej do prawej): etiopski, syryjski, koptyjski (bohairski), arabski i ormiański oraz Listy powszechne i Dzieje w czterech językach (bez ormiańskiej kolumny). Przekład etiopski wydany został drukiem w 1548 roku w Rzymie.

## Przekład perski

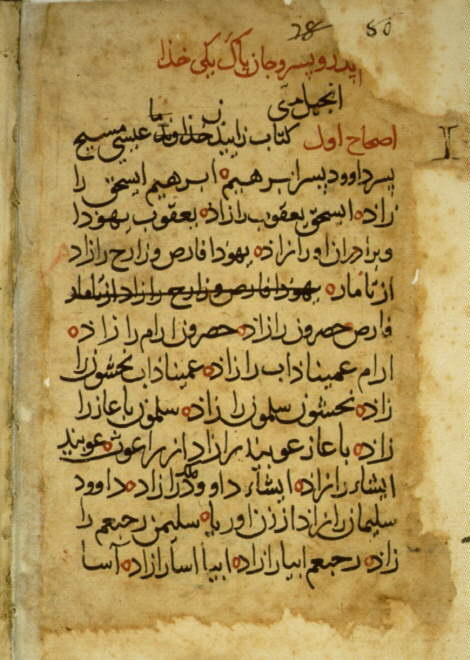
Ew. Mateusza w jęz. perskim z 1312 roku

Nie wiadomo, kiedy powstał przekład na język perski, kto go dokonał ani jakie partie Nowego Testamentu przełożone zostały jako pierwsze. Według świadectwa Jana Chryzostoma w IV wieku istniał przekład na język perski. W wieku V Teodoret napisał, że Persowie „czczą pisma Piotra, Pawła, Jana, Mateusza, Łukasza i Marka jako te, które zstąpiły z nieba”. Przekładu dokonano prawdopodobnie z Peszitty. Do naszych czasów nie zachował się żaden fragment Nowego Testamentu z tekstem owego przekładu. Zachowało się natomiast kilkanaście fragmentarycznych kart z tekstem Księgi Psalmów w archaicznym pahlawi. Dwa przekłady Ewangelii na nowoperski, chociaż nie należą sensu stricto do wczesnych przekładów, niemniej bywają czasem cytowane w aparacie krytycznym. Pierwszy z tych przekładów został dokonany z Peszitty, a jego manuskrypt pochodzi z roku 1341, drugi zaś został dokonany z greki, jego manuskrypt prawdopodobnie pochodzi z XIV wieku. Na początku XX wieku C.R. Gregory opisał 37 rękopisów Ewangelii z wieków XIV–XIX. Kirsopp oraz Silva Lake przypuszczali, że przekład perski zawiera ślady cezarejskiej tradycji tekstualnej. Zachował się Diatessaron w języku perskim, przełożony został z języka syryjskiego. Najstarszy rękopis pochodzi z XIII wieku.

## Przekład arabski
Nie wiadomo, kto dokonał przekładu na język arabski, różne tradycje przypisują to różnym osobom. Pewnym jest tylko to, że w VII wieku przekład już istniał. Przekładów było kilka. Niektóre tłumaczone były z greckiego, inne ze starosyryjskiego przekładu, a jeszcze inne z koptyjskiego.
Zachowało się więcej niż 75 rękopisów arabskiego przekładu. Najstarszy rękopis, Sinai Arabicus 151, pochodzi z 867 roku, zawiera Dzieje i Listy powszechne. Ms. Borg. arab. 95, pochodzi z IX wieku, zawiera tekst czterech Ewangelii na 173 kartach. Sinai Arabicus 72 zawiera cztery Ewangelie i pochodzi z roku 897. Zachowało się też kilka późnych egzemplarzy Diatessaronu w języku arabskim. 16 rękopisów przekazuje tekst bilingwiczny grecko-arabski (m.in. 0136, 0137, 211, 609). Są także rękopisy trójjęzyczne – dwa z nich zawierają tekst po grecku, koptyjsku i arabsku, a jeden po grecku, łacinie i arabsku (minuskuł 460).
Tekst czterech Ewangelii wydany został drukiem w latach 1590–1591 w Rzymie. Pełny tekst Nowego Testamentu wydany został w Paryskiej Poliglocie i Londyńskiej Poliglocie.
Wszystkie drukowane wydania tekstu czterech Ewangelii reprezentują aleksandryjską tradycję tekstualną. Robert Boyd zbadał dokładnie 63 warianty tekstowe z 1 Koryntian z rękopisu Sinai arab. 155 i stwierdził, że reprezentują aleksandryjską tradycję tekstualną z nielicznymi naleciałościami bizantyjskimi. Biorąc pod uwagę jakość tekstu, Boyd doszedł do zdania, że przekład powstał przed VII wiekiem. Metzger zaznaczył, że sprawa nie jest przesądzona, ponieważ tłumacz mógł się posłużyć starym greckim rękopisem i przekład mógł powstać w VII wieku. Przekład arabski grecką literę χ bardzo często oddaje przez ﺵ, co odpowiada dla „sz” (np. Tyszikus zamiast Tychikus). Berea w Macedonii nazywana jest Aleppo (z dookreśleniem „Zachodnie”).

## Przekład sogdyjski
Na początku średniowiecza w Azji Środkowej najbardziej wpływowym językiem był sogdyjski. Nie wiadomo, kto i kiedy dokonał przekładu, zachowały się tylko niewielkie fragmenty Mt, Łk, J, 1 Kor, Ga. Na ogół są to interlinearne teksty syryjsko-sogdyjskie. Pochodzą one z wieków X–XI. Tekst owych fragmentów wykazuje bliskie pokrewieństwo tekstualne z syryjską Peszittą. Najważniejszy zachowany częściowo manuskrypt to lekcjonarz z fragmentami wspomnianych powyżej trzech Ewangelii (żadnego fragmentu Mk nie znaleziono), który obok wpływu Peszitty zawiera także elementy wskazujące na źródła starosyryjskie lub Diatessaron. Wszystkie fragmenty przekładu sogdyjskiego pochodzą z jednego miejsca i zostały odkryte w 1905 roku w ruinach dawnego nestoriańskiego klasztoru w Bulajiku nieopodal Turfanu przez ekspedycję Alberta von Le Coqa .

## Przekład kaukasko-albański
Jednym z ludów mieszkających na Kaukazie byli Albańczycy. W wiekach V–XI byli oni wyznawcami chrześcijańskiej wiary i mieli własną literaturę. Niestety cała literatura w ich własnym języku zaginęła. Według ormiańskiej tradycji św. Mesrop oprócz stworzenia alfabetu ormiańskiego i gruzińskiego, stworzył również alfabet albański i miał też zewangelizować Albańczyków za pośrednictwem swoich dwóch uczniów. Nieco później – według tej samej tradycji – bp Jeremiasz miał przełożyć Pismo na język kaukasko-albański. Nie wiadomo, jak wielka część Biblii została przełożona, a przekład zaginął w całości.

## Przekład nubijski
Między Egiptem a Etiopią istniały trzy królestwa nubijskie. Pierwsi chrześcijanie przybyli do Nubii podczas prześladowań Dioklecjana. Jednak chrześcijaństwo rozpowszechniło się w tym kraju dopiero w VI wieku. Nie wiadomo, kiedy dokonany został przekład na język nubijski, najstarsze fragmenty rękopisów pochodzą z VIII wieku. Tekstualny charakter odbiega od klasycznego podziału greckich rękopisów. Ma pewne cechy tekstu bizantyjskiego oraz wszystkich pozostałych tekstów, z rodziną 1739 włącznie.
Pierwszy rękopis w języku nubijskim został odkryty w 1906 roku. Zawiera on fragment lekcjonarza. W XX wieku odkryto również i inne fragmenty w tym języku.

## Przekład staro-cerkiewno-słowiański

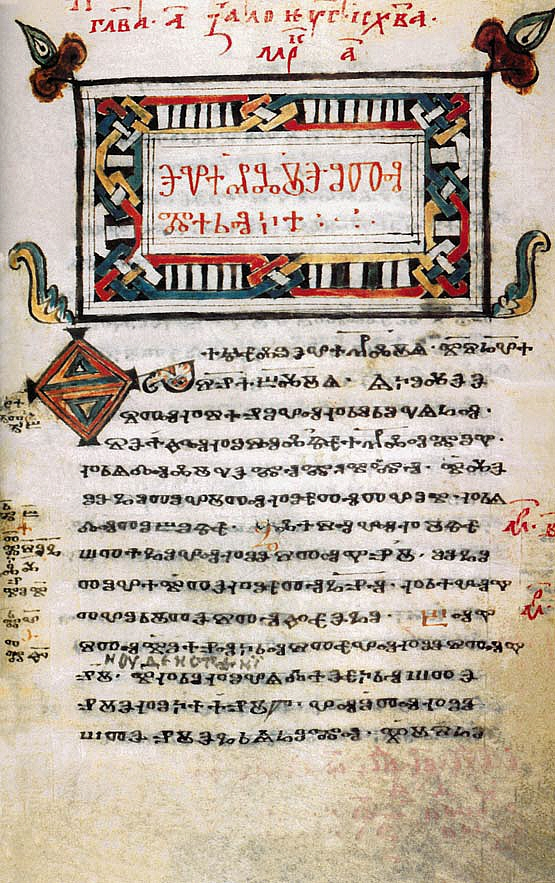
Codex Zographensis

Pierwszy przekład na język słowiański został rozpoczęty przed rokiem 863 przez św. Cyryla (zm. 869). Prace podjęto z myślą o bałkańskich Słowianach i początkowo ograniczały się wyłącznie do Ewangelii i partii liturgicznych (z Dziejów, Listów i Psalmów). Przekład dokonany został na bazie wczesnej formy tekstu bizantyjskiego – tę samą, którą wykorzystano w Peszitcie. Zachodzą jednak duże różnice między rękopisami. Niektóre z nich zawierają wielką liczbę zachodnich lekcji. Prawdopodobnie są one wynikiem recenzji dokonanej na podstawie Wulgaty na Morawach (po 863). Po śmierci Cyryla prace kontynuował jego brat, św. Metody – przetłumaczył do końca całą Biblię oprócz Ksiąg Machabejskich. Jego dzieło jednak zaginęło.
W krytycznych wydaniach greckiego Nowego Testamentu Nestle-Alanda cytowane są następujące rękopisy:
- Codex Zographensis, napisany głagolicą, datowany na koniec X lub początek XI wieku, na 287 z 303 kart znajduje się tekst czterech Ewangelii. Rękopis znaleziono w 1843 roku w klasztorze Zografu na górze Athos, a przechowywany jest w Rosyjskiej Bibliotece Narodowej w Petersburgu[104].
- Codex Marianus, napisany głagolicą, pochodzący z końca X lub początku XI wieku, zawiera cztery Ewangelie, odkryty w roku 1845 na górze Athos. 2 karty kodeksu przechowywane są w Austriackiej Bibliotece Narodowej, pozostałe 173 karty w Moskwie[104].
- Kodeks Assemaniego, zazwyczaj datowany na XI wiek, jakkolwiek Vajs opowiadał się za X wiekiem[105], głagolicki aprakos krótki (wybór fragmentów Ewangelii czytanych w soboty i niedziele na cały rok, a także na wszystkie dni od Wielkanocy do Pięćdziesiątnicy), odkryty w 1736 roku w Jerozolimie, zachowało się 158 kart (kilka końcowych zaginęło) przechowywanych obecnie w Bibliotece Watykańskiej, tekst wydano kilkakrotnie, po raz pierwszy w 1865 roku[106].
- Księga Sawy, pochodzący z XI wieku cyrylicki aprakos krótki, napisany na 166 kartach, odkryty w 1866 roku koło Pskowa, a przechowywany w Moskwie, tekst został wydany w 1903[106].
- Apostoł ślepczański, pochodzi z XII wieku, tekst został wydany w 1912[107].

Trzy rękopisy przekazują tekst bilingwiczny grecko-słowiański (minuskuł 525, 2136, 2137).
Po raz pierwszy staro-cerkiewno-słowiańskie rękopisy zacytowane zostały w wydaniu greckiego Nowego Testamentu przez Franza Karla Altera w 1786-1787. Josef Vajs w latach 1935–1936 przygotował krytyczne wydanie tekstu czterech Ewangelii. Wydanie odnotowuje ok. 2500 wariantów.

## Inne przekłady
W końcu I tysiąclecia powstały przekłady na: staroangielski (VIII/IX wiek), staro-dolno-niemiecki, staro-wysoko-niemiecki, starofrancuski (prowansalski). Wszystkie cztery dokonane zostały z Wulgaty, której tekst był już zmieszany z Italą i dlatego dla badań nad greckim tekstem Nowego Testamentu przekłady te nie mają większego znaczenia. Przekład staroangielski jest natomiast ważny dla odtworzenia historii łacińskiej Biblii.

## Znaczenie dla krytyki tekstu
We współczesnych krytycznych wydaniach greckiego Nowego Testamentu największe znaczenie przyznawane jest przekładom na język łaciński, syryjski i dialekty koptyjskie. Każdy z tych przekładów został dokonany bezpośrednio z języka greckiego i we wczesnym okresie. Przekłady te zostały zbadane najdokładniej. Dla XIX-wiecznej krytyki tekstu przekłady te były o tyle ważne, że powstały w okresie, z którego nie pochodził żaden znany grecki rękopis (najstarsze dopiero z IV wieku). W XX wieku odkryto wiele greckich rękopisów z wczesnego okresu i w rezultacie znaczenie przekładów zmalało. O ile Westcott i Hort na podstawie przekładów starołacińskich i starosyryjskich (w powiązaniu z Kodeksem Bezy) próbowali odtwarzać grecki tekst II stulecia, dzisiaj nie jest to już konieczne ze względu na wielką liczbę greckich rękopisów z II stulecia. Niemniej przekłady te są nadal ważne, przede wszystkim dla powiązania greckich rodzin tekstualnych z regionem ich pochodzenia, dla odtworzenia lokalnych tradycji tekstualnych, w czym pomocne są również cytaty patrystyczne.
W 27. wydaniu greckiego Nowego Testamentu Nestle-Alanda (NA27) w aparacie krytycznym cytowane są ponadto przekłady na języki: ormiański, gruziński, gocki, etiopski, staro-cerkiewno-słowiański. Są one rzadko cytowane i tylko wtedy, gdy mają one specjalne znaczenie dla poszczególnych wariantów (np. Mk 16,8). Minusem owych przekładów jest to, że z czasem ulegały pewnym modyfikacjom pod wpływem oddziaływania innego przekładu.
W wydaniach krytycznych pomijane są przekłady na język arabski, nubijski, sogdyjski, staroangielski, staro-dolno-niemiecki, staro-wysoko-niemiecki, starofrancuski.
W aparacie krytycznym cytowane są tylko te warianty, które zostały poświadczone przez greckie rękopisy albo jeżeli wariant został poświadczony niezależnie przez jakiś inny przekład. Do nielicznych wyjątków należy Jk 1,17, gdzie oprócz przekładu powołano się tylko na świadectwo patrystyczne. Przed umieszczeniem jakiegokolwiek wariantu do aparatu krytycznego sprawdzana jest różnica pomiędzy językiem greckim a językiem przekładu, wszelkie warianty wynikające z ograniczeń w strukturze danego języka bądź mające charakter różnic stylistycznych są ignorowane. W sytuacji gdy warianty przekładów są wątpliwe, nie są brane pod uwagę.